# Todd Talbot
Todd Talbot es un actor y personalidad televisiva canadiense. Es conocido por su trabajo de copresentador en Love It or List It Vancouver (Love It or List It Too en los Estados Unidos) el cual se emite en W Network en Canadá y en HGTV en los Estados Unidos.

## Biografía
Nacido en Vancouver, Talbot comenzó su carrera actoral junto a su compatriota canadiense Ryan Reynolds en la serie de televisión canadiense Hillside de 1991 a 1993. Luego viajó a Inglaterra para estudiar actuación, canto y baile.
Talbot tiene una pasión por el teatro en vivo y ha actuado en todo el mundo. Regresó a la televisión y al cine y fue elegido para varios papeles hasta que firmó para ser coanfitrión de Love it o List it Vancouver en 2013. 
Desde marzo de 2007, está casado con la cantante y modelo internacional Rebecca Talbot, con quien tiene una relación. hijo e hija

## Carrera

### Love It or List It Vancouver
Talbot Y Jillian Harris ambos firmaron como copresentadores de Love It or List It Vancouver. La serie se estrenó en enero de 2013. Él contribuye en blogs en línea de W Network.

## Filmografía
| Año           | Título                                      | Papel                           | Notas                                                                                |
| ------------- | ------------------------------------------- | ------------------------------- | ------------------------------------------------------------------------------------ |
| 1990          | Fifteen                                     | Walker mate                     |                                                                                      |
| 2000          | The Outer Limits                            | Reed Hollingsworth              | Temporada 6, Episodio 17: Gettysburg (1 episodio)                                    |
| 2000          | Evireti                                     | Alto Castrato                   | Cortometraje                                                                         |
| 2001          | Sarah Brightman: La Luna- Concierto en vivo | Bailarín                        |                                                                                      |
| 2001          | Josie and the Pussycats                     | El bailarín de Fiona            |                                                                                      |
| 2001          | Night Visions                               | Privado Rasky                   | Temporada 1 Episodio 3: A View from the Window/Quiet Please                          |
| 2001          | The Swinging Nutcracker                     | Hada de Ciruela del azúcar/Tony | Película de televisión                                                               |
| 2002          | Dark Angel                                  | Paramédico #1                   | Temporada 2 Episodio 13: Luces de Puerto                                             |
| 2002          | Taken                                       | Tony Woodruff                   | Temporada 1 Episodio 4: Pruebas de Ácido                                             |
| 2003          | Smallville                                  | Dr. Trenton                     | Temporada2 Episodio 16: Fiebre                                                       |
| 2005          | Young Blades                                | Padre Antoine                   | Temporada 1 Episodio 8: Abrigo de Arms Temporada 1 Episodio 10: La Espada Invencible |
| 2013–presente | Love It or List It Vancouver                | Copresentador                   | Agente inmobiliario                                                                  |
| 2014          | Breakfast Television                        | Él mismo                        |                                                                                      |
| 2014 y 2015   | Morning News                                | Él mismo                        | En CHAN-DT                                                                           |
| 2014          | The Morning Show                            | Presentador invitado            |                                                                                      |
| 2014          | CTV Morning Live                            | Él mismo                        |                                                                                      |
| 2014          | The Marilyn Denis Show                      | Él mismo                        |                                                                                      |